# Hipnoza
Hipnoza je stanje zavesti (večkrat definirano kot alfa stanje), kadar je oseba večinoma zelo sugestibilna, možno pa je subjekt tudi privesti do stanj, ki bodo spremenila njegovo kasnejše vedenje. Obstaja veliko definicij same hipnoze, ki se med seboj v marsičem razlikujejo. Lahko bi rekli, da gre za spremenjeno stanje zavesti, v katerem smo v globljem stiku s seboj. V tem stanju se naš um umiri, telo je sproščeno. Stanje, ki ga doživimo v sami hipnozi je naše naravno stanje, občutek brezčasnosti in sprejemanje sebe in svoje lastne narave. Hipnoza se lahko uporablja tudi v terapevtske namene, saj omogoča spremembo na podzavestni ravni.

## Zgodovina hipnoze
Beseda hipnoza izvira iz besede hipnos, ki pomeni spanje, je pa tudi grški bog spanja.
Korenine hipnoze segajo v 15. stoletje s hipnotiziranjem živali. Mnogi kmetje so ugotovili, da je možno živali privesti v stanje, ko se ne bodo več vedle po klasičnih vzorcih.
Moderna hipnoza se je razvila šele z živalskim magnetizmom, ki ga je prakticiral Franz Mesmer. Čeprav je imel Mesmer veliko uspeha z zdravljenjem ljudi s pomočjo te tehnike, ga takratnja medicina ni sprejela. Šele John Elliatson je dokazal vpliv hipnoze s preučevanjem njenega vpliva na živčevje. Praksa operiranja, pri kateri pacienti niso čutili nobene bolečine, se je hitro razširila. Je pa še vedno veliko ljudi sprejemalo hipnozo kot šarlatanstvo, mnogi hipnotizerji pa so jo uporabljali kot pripomoček za zabavanje ljudi.

## Metode
- klasična

Med hipnotizerji ne obstaja ena sama metoda, vendar se večina hipnotizerjev poslužuje indukcije hipnoze s sproščanjem in uporabo določenih hipnotičnih skript.
Ko je oseba hipnotizirana, jo poskuša hipnotizer privesti do določenih čustvenih stanj in jih nato povezati s trenutnimi, ki se jih želi oseba znebiti.
- indukcija transa

Prvi je uvedel to tehniko Milton Erickson in dokazal, da je možno do hipnotičnega stanja privesti tudi tako, da hipnotizer »zmede« pacienta. Le ta zapade v manjši trans in postane zelo sugestibilen.
- s pripomočki

Nekateri hipnotizerji si pomagajo z mehanskimi pripomočki, v preteklosti so uporabljali večinoma za to, da je imel pacient možnost osredotočanja pozornosti.

## Uporabnost
Uporaba hipnoze je dandanes zelo razširjena. Uporabljajo jo v kriminalistiki, sodobni medicini (operiranje brez anestezije), v terapevtske namene in pa tudi za zabavo.
Nekateri jo uporabljajo v obliki avtohipnoze- samohipnoze  za spremembo svojih navad. Samohipnoze se lahko nauči vsak, ki ima željo in voljo po spremembi svojih nezaželenih stanj in odzivov na življenjske situacije. Samohipnoza je varna, naravna in učinkovita metoda.

## Zmotna prepričanja o hipnozi
Nekatere razširjene zmotne trditve o hipnozi:
- vse ljudi je možno hipnotizirati
- lahko se zgodi, da se pacient ne bo zmožen vrniti iz hipnotičnega stanja
- pacienta je možno pripraviti, da naredi nekaj proti svoji volji
- bolj inteligentne paciente je težje hipnotizirati